# Ansur Fernández
Asur Fernández o Ansur Fernández, Ansur o Asur anche in spagnolo, in portoghese, in galiziano e in catalano (915 circa – dopo il 946) fu conte di Castiglia dal 944 al 945. Fu il primo conte di Monzón dal 943 circa sino alla sua morte.

## Origine
Ansur, come ci viene confermato da un documento della Colección documental del monasterio de San Pedro de Cardeña, datato 921 (non consultato) era figlio del conte di Castiglia, Fernando Ansúrez e di una nobile di nome Muniadomna, individuata come la figlia del conte di Castiglia, Nuño Muñoz e di sua moglie, la figlia del primo conte di Castiglia, Rodrigo.
Fernando Ansúrez era figlio di un nobile castigliano, Ansur o Assur, che, secondo La web de las biografias, era discendente da una famiglia che aveva ripopolato i monti di Oca, nella seconda metà del IX secolo e fondò una città chiamata Villasur, nella parte occidentale della Castiglia.

## Biografia
Sua madre, Muniadomna, come conferma la Cronaca di Sampiro, in prime nozze, aveva sposato García, che, ancora secondo il Chronicon de Sampiri era il figlio primogenito del re delle Asturie, Alfonso III il Grande e di Jimena Garcés.

In rosa la contea di Monzón

Secondo lo storico musulmano Ibn Hayyan, nell'anno 932 partecipò ad una ribellione contro il re di León, Ramiro II.
Secondo gli annali Castigliani Ansur partecipò alla battaglia di Simancas, del 939, vinta dai re cristiani contro al-Andalus (invenerunt enim ibidem rex Ranemirus et eius comites qui exierunt cum illo congregati cum suas ostes id est Fredenando Gundesalbiz et Asur Fredenandiz et alia multitudo acmina preliatores).
Dopo qualche anno, nel 943, Ansur Fernández, in una donazione al monastero di San Pedro de Cardeña è citato, assieme alla moglie Gontroda, come conte di Monzón.
Questa nomina bloccò le mire espansionistiche del conte di Castiglia, Fernán González, e la conseguenza fu che le relazioni tra Ramiro II e Fernán González si guastarono per motivi territoriali; il conte di Castiglia, che già iniziava a comportarsi con autonomia dal regno del León, si ribellò al re del León, Ramiro II, contestando la nomina, come riporta lo storico Rafael Altamira. Ramiro II sconfisse Fernán González che fu imprigionato in León e Ansur Fernández divenne conte di Castiglia, sotto il controllo del figlio del re, Sancho Ramírez, che, secondo la Enciclopèdia catalana fu il precettore di Sancho, anche quando, dopo un solo anno di prigionia, Fernán González, rimesso in libertà e recuperata la contea, giurò fedeltà a Ramiro II ed al figlio del re, Sancho Ramírez, che nel frattempo si era trasferito a Burgos, per vigilare da vicino, ed inoltre diede sua figlia Urraca in sposa al figlio primogenito di Ramiro, Ordoño, mentre Ansur Fernández tornò alla contea di Monzón e fu l'artefice del ripopolamento della zona di Peñafiel arrivando sino a Cuéllar.
Non si hanno notizie circa la sua morte, che avvenne senz'altro dopo il 945, anno in cui lo troviamo citato ancora come conte di Castiglia, in un documento del 1º dicembre, e nel settembre del 946, Ansur (Ansur Fredenandiz) controfirmo il documento n° 2 del Cartulario de Monasterio de Vega, inerente una donazione di Ramiro II; comunque dopo la sua morte il governo della Contea di Monzón passò a suo figlio Fernando Ansúrez di Monzón.

## Matrimonio e discendenza
Ansur aveva sposato Gontroda Nunez, figlia di Nuno Velaz, come ci viene confermato da un documento della Colección documental del monasterio de San Pedro de Cardeña, datato 943, inerente una donazione fatta da entrambi i coniugi.

Da Gontroda Nuñez, Ansur ebbe sei figli:
- Fernando Ansúrez di Monzón (?-dopo il 978), conte di Monzón, citato coi genitori nella donazione del 943;
- Teresa Ansúrez (?-dopo il 997), che sposò Sancho I di León, come conferma il Chronicon de Sampiri[13];
- Oveco Ansúrez (?-dopo il 945), citato coi genitori nella donazione del 943;
- Munio Ansúrez (?-dopo il 945), citato coi genitori nella donazione del 943;
- Gutierre Ansúrez (?-dopo il 960), citato coi genitori nella donazione del 943;
- Gonzalo Ansúrez (?-dopo il 984), citato coi genitori nella donazione del 943.

### Fonti primarie
- (LA)  Historia de España: parte XVI
- (LA)  ANALES CASTELLANOS I
- (LA)  Historia de la Santa A. M. Iglesia de Santiago de Compostela, Tomo II
- (LA)  Cartulario de Monasterio de Vega
- (LA)  España sagrada. Volumen 23
- (LA)  España sagrada. Volumen 14

### Letteratura storiografica
- Rafael Altamira, Il califfato occidentale, in L’espansione islamica e la nascita dell’Europa feudale, collana «Storia del mondo medievale», II volume, Milano, Garzanti, 1999  [1979],  pp. 477–515, SBN RAV0065639.